# Okefenokee
El pantà d’Okefenokee aproximadament 1.800 quilòmetres quadrats, és un aiguamoll d’aigües poc profundes, plenes de torba, situat a la frontera entre els estats nord-americans de Florida i Georgia (és considerat com una de les set meravelles naturals d’aquest darrer estat). Es tracta del major pantà d'"aigües negres" d’Amèrica del Nord.

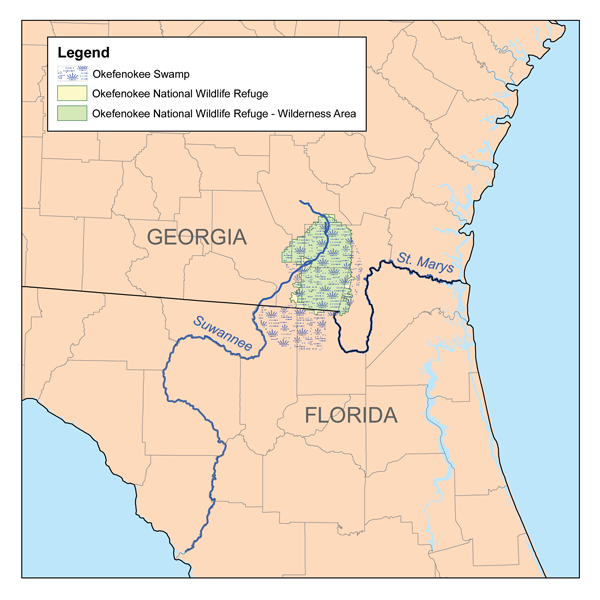
Àrea del pantà.

El pantà va ser designat com a Reserva Nacional Natural l’any 1974 a través de la Llei d'Àrees Silvestres, quan 1.391 quilòmetres quadrats varen ser designades com àrees silvestres per la Llei Pública 93.429. El Parc està protegit per l'Okefenokee National Wildlife Refuge (Reserva Nacional de Vida Salvatge de l'Okefenokee) i per l'Okefenokee Silvestre.
El folklore i diverses referències asseguren que el mot Okefenokee té un origen americà nadiu i significa "terra de tremolors de terra". Tanmateix, actualment està acceptat que la paraula prové d’un anglicisme de les paraules “oka fenoke”, originària la llengua Hitchiti (actualment extinta però emparentada amb Mikasuki, parlada encara per unes 500 persones de les tribus Miccosukee i Seminola), les quals, entre d'altres, formaven part de l'anomenada Confederació Creek i que significa “aigua bombollant”.
Els residents més antics del pantà d’Okefenokee es refereixen a si mateixos com a "Swampers" (gents del pantà), i la seva ascendència majoritària és anglesa. A causa del seu relatiu aïllament, aquests habitants encara utilitzen frases i sintaxi isabelines, conservades des del període colonial, quan aquesta manera de parlar era comú a Anglaterra fins ben entrat el segle xx.
El pantà es va anar formant en els darrers 6.500 anys degut a l'acumulació de torba en una conca poc profunda, a la vora d'una antiga terrassa de la costa atlàntica, la relíquia geològica d'un estuari del Pleistocè. El pantà està vorejat per l’anomenada Trail Ridge, una franja de terra elevada, que es creu es va formar com a dunes costaneres o com una illa de barrera en alta mar.
Els rius Saint Marys i Suwannee neixen en aquest pantà. El Suwannee s'origina com a canal del corrent en el cor del propi pantà i desguassa almenys el 90% de la conca del pantà al sud-oest, cap al Golf de Mèxic. El Saint Marys drena només el 5-10%, al sud-est del pantà, i flueix fins a desembocar en l’oceà Atlàntic.
El canal de Suwannee va ser excavat a través del pantà a finals segle xix en un intent per drenar-lo. Després de la fallida de la Suwannee Canal Company, la major part del pantà va ser comprat per la família Hebard de Filadèlfia, que va dur a terme operacions de tala extensiva de xiprer entre 1909-1927. Altres companyies de fusta van construir línies de ferrocarril, fins a l'any 1942, les quals portaven el tren fins al pantà.

## Incendis
El 5 de maig de 2007 es va produir un incendi forestal, degut a un llamp, prop del centre del Parc. I a aquest es va unir un altre incendi iniciat el 16 d'abril, prop de Waycross (Georgia), quan un arbre va caure sobre una línia elèctrica. Finalment, el 31 de maig, un cop acabades les tasques d'extinció del gran incendi (els fums es van poder veure a llocs tan llunyans com Atlanta i Orlando), es va constatar que s'havien cremat més de 2.400 quilòmetres quadrats a tota la regió i prop de 90.000 hectàrees de la reserva.
Quatre anys més tard, a l'abril de 2011, es varen produir nous incendis, a la zona anomenada Honey Prairie, degut a una sequera extrema que patí tota la zona del pantà. El gener de 2012, el foc ja havia cremat 1.270 kilòmetres quadrats dels 1.770 que té l’Okefenokee. El fum podia veure’s por tota la costa sud de l’Atlàntic i l'impacte en la vida silvestre és encara desconegut, però segur que molt greu. La sequera es va mantenir constant i el foc va cremar almenys el 75% d’aquesta Honey Prairie.

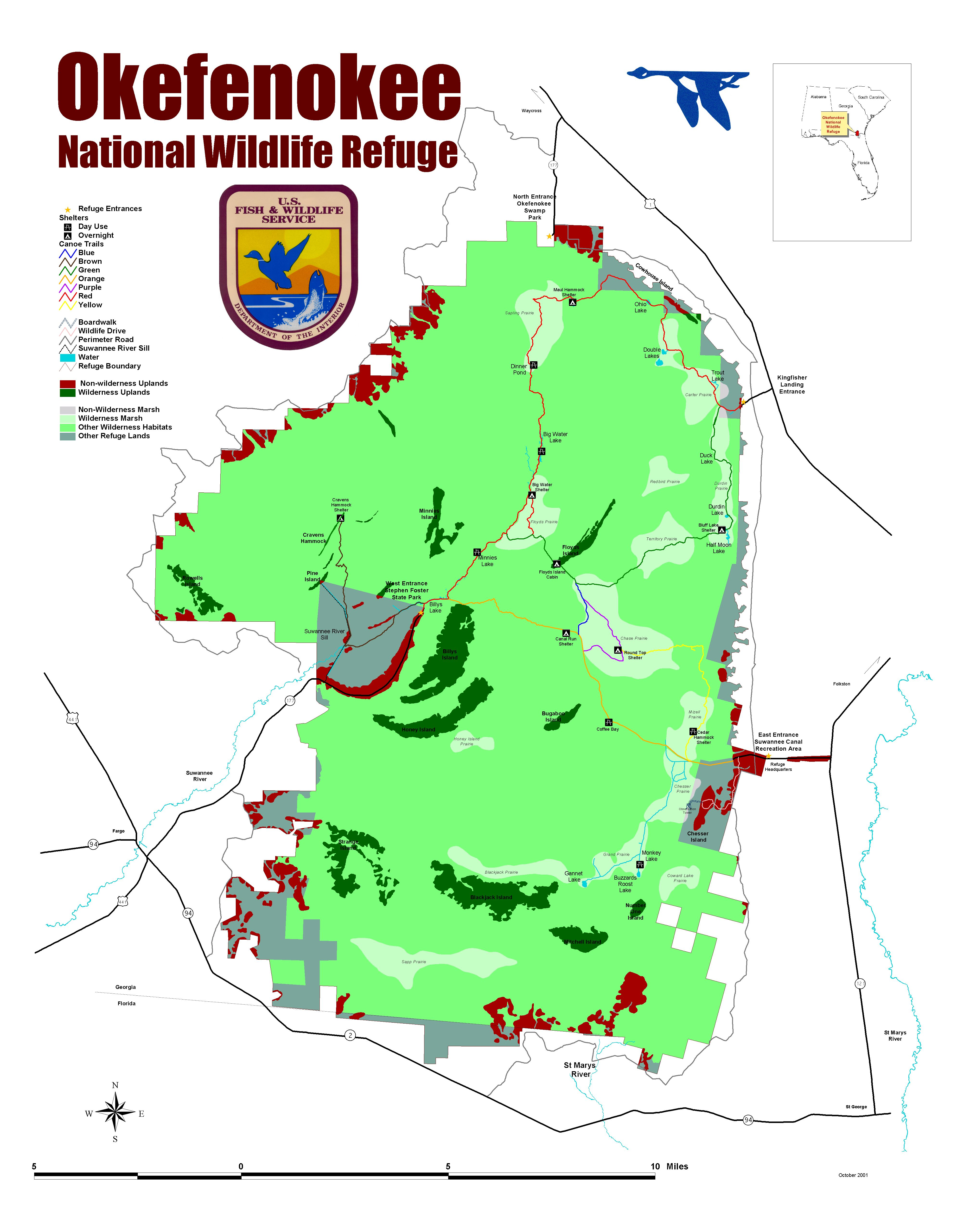
Plànol del parc natural.

Finalment, el 17 d'abril de 2012, el foc va ser declarat extint; milers de bombers, veïns i nombroses empreses van contribuir al control d’aquest incendi. En el pic de l'activitat, (27 de juny de 2011) hi treballaven 202 vehicles motoritzats, 112 tractors, 20 sortidors d'aigua, 12 helicòpters i 6 naus, amb un total de 1.458 persones assignades. Durant aquest incendi no hi va haver morts ni ferits greus i es va valorar expressament el treball dels bombers, un excel·lent treball que possibilità la contenció del foc dins dels Parc, on només es varen cremar 18.206 acres.

## Turisme
El parc de l’Okefenokee national Wildlife rep prop de 400.000 visitants a l'any, la majoria nord-americans, però també molts alemanys, anglesos, francesos, japonesos, xinesos i mexicans. El pantà proporciona recursos econòmics importants al sud-est de Georgia i al nord-est de Florida. Els proveïdors de serveis ofereixen les entrades al refugi i diversos proveïdors d'equipaments ofereixen excursions guiades i amb llanxa, canoa i caiac. Les embarcacions permeses tenen 10 cavalls de força, o encara menys, i es poden llogar junt amb canoes en les dues vies principals que condueixen a l'entrada del pantà.
Hi ha quatre entrades públiques al pantà, totes pertanyents a l'estat de Georgia, i l`accés només es pot fer a peu o en vaixells: l’Àrea de Recreació del Canal de Suwannee, a Folkston; el Kingfisher Landing, a Race Pond; l’Stephen C. Foster State Park, a Fargo; i l’Àrea de Receració de Suwannee Sill, també a Fargo.
En aquest Parc, l'agricultura o la construcció de carreteres està totalment prohibit i el públic està convidat a participar en activitats recreatives como la pesca, el senderisme, piragüisme i l’observació de la vida silvestre.

## Medi ambient
El pantà d'Okefenokee és part de l'eco-regió anomenada Southeastern conifer forest (bosc de coníferes del sud-oest). La major part és una planura pantanosa boscosa on es poden trobar diversos arbres típics, com el xiprer dels pantans (Taxodium distichum) i el tupelo dels pantans (Nyssa biflora). A les zones més elevades es troben roures i grans masses d’alzines; i a les àrees més costaneres, boscos de fulla llarga com el pi de l'Atlàntic (Pinus palustris).
Al pantà viuen moltes espècies de plantes carnívores, entre les quals Sarracenia psittacina, la gegantina Sarracenia minor var. okefenokeensis, i diverses espècies del gènere Utricularia.
El pantà d’Okefenokee és també la llar de moltes aus aquàtiques, entre les quals es troben agrons, ibis, grues i torlits, encara que les poblacions fluctuen segons les estacions i els nivells de l'aigua. El pantà també alberga nombroses espècies d'ocells fusters i ocells cantaires. Okefenokee és famós pels seus amfibis i rèptils com gripaus, granotes, tortugues, llangardaixos, serps i una gran quantitat de cocodrils americans. També és un hàbitat crític per l'os negre de Florida.

## Galeria d'imatges

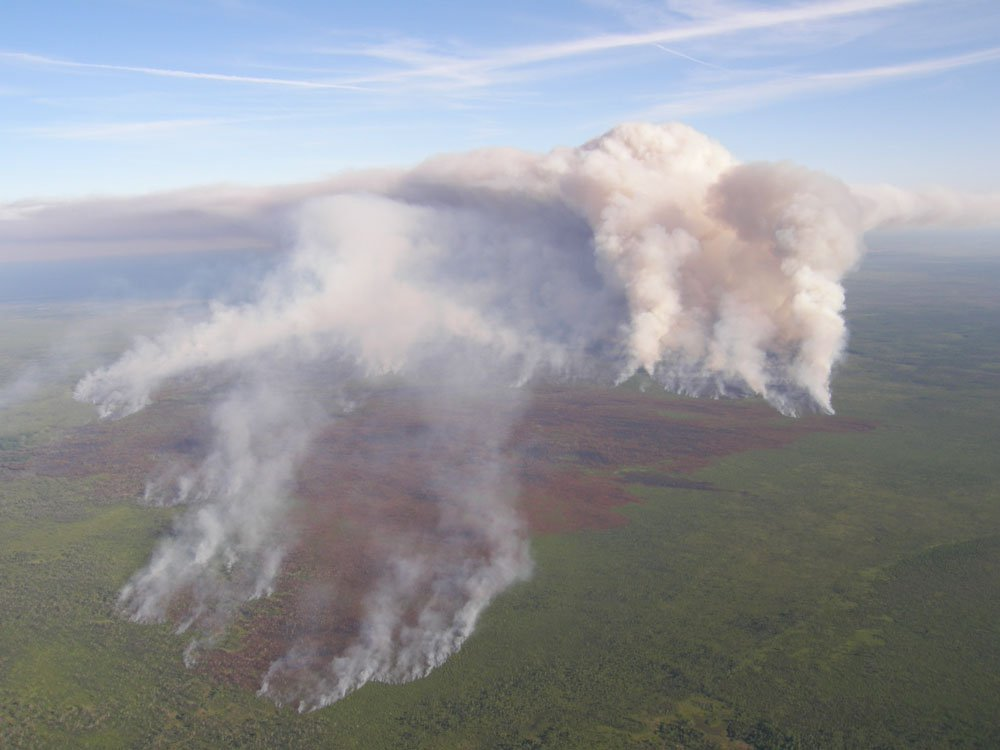
Núvols de fum durant l'incendi de 2011.
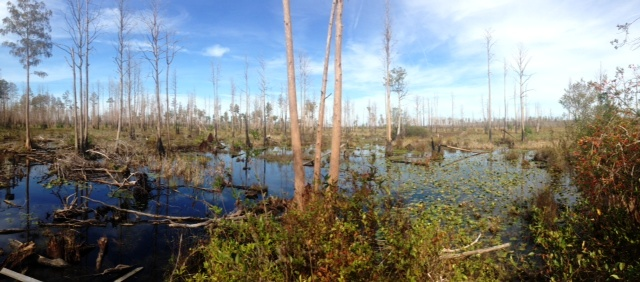
Imatge del pantà
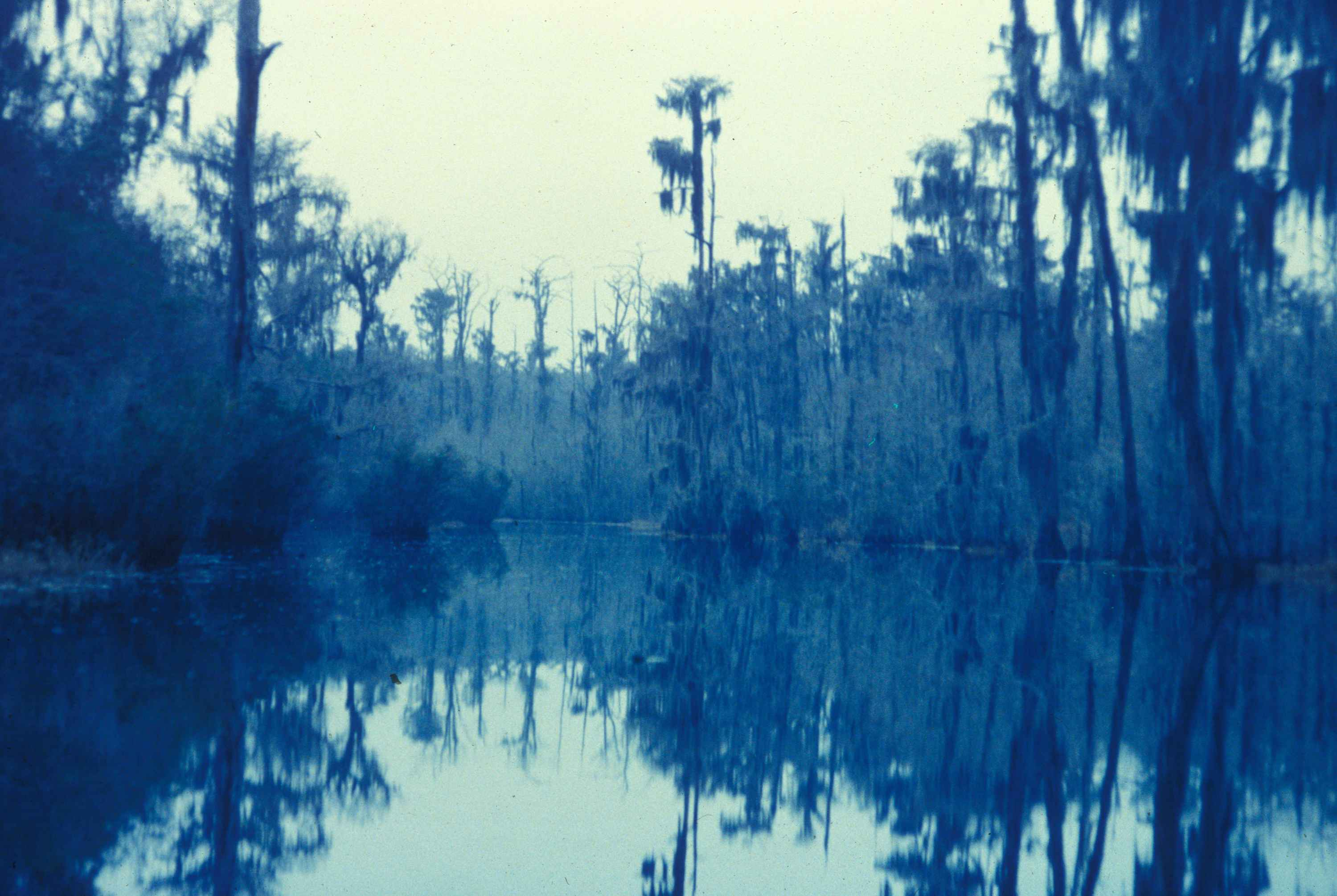
Imatge del pantà.
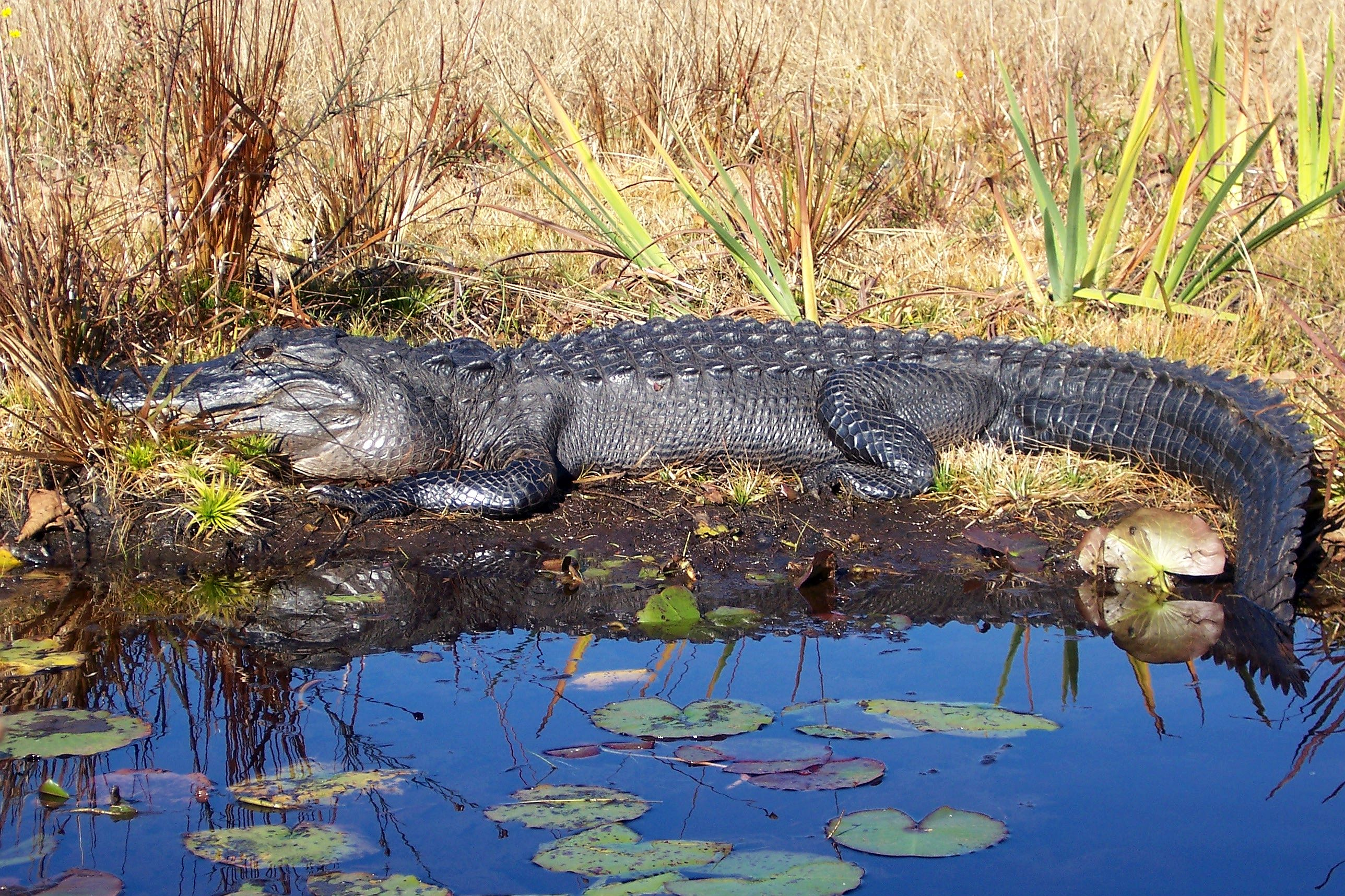
Al·ligàtor.